# Sandra Riesterer
Sandra Riesterer, geborene Sandra Siwinna (* 21. Juni 1967 in Freiburg im Breisgau) ist eine ehemalige deutsche Trampolinturnerin.
Vor ihrer Hochzeit am 27. Juli 1993 trat Sandra Riesterer unter ihrem Geburtsnamen Sandra Siwinna bei nationalen und internationalen Wettkämpfen an. Sie begann im Alter von 7 Jahren bei der Freiburger Turnerschaft von 1844 Freiburg das Leistungskunstturnen. Mit 10 Jahren wechselte sie im selben Verein in die Trampolinturnen-Abteilung. 1989 erreichte sie bei den World Games den 3. Platz.